# Armfotingar

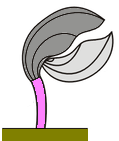
Schematisk skiss över en armfoting, stående på sin pedikel.

Armfotingar (Brachiopoda) är djur som inte är så vanliga i den nutida havsmiljön, men var desto vanligare under paleozoikum. Det finns 335 kända nu levande arter av armfotingar, medan cirka 30.000 är kända som fossil.
De första armfotingarna uppkom i kambrium och är därför en av de äldsta nu levande djurgrupperna på jorden. De flesta armfotingar påminner vid första anblicken om en mussla eftersom de båda har två skal och lever i havet, men det finns flera olika skillnader. Armfotingarnas två skal är olika stora och de är därför inte symmetriska på samma sätt som musslor, där skalen är lika stora. En annan viktig skillnad är att de fångar föda med hjälp av en lofofor som filtrerar vattnet efter föda. Armfotingar har även en pedikel som används som ett fasthållningsorgan, vilken sticker ut genom ett hål i bukskalet och ser till att djuret kan hålla sig fast på en bergvägg eller gräva ner sig i sanden.
Armfotingar är nära släkt med andra djur som också har en lofofor, till exempel mossdjuren.